# Dactyladenia
Dactyladenia é um género botânico pertencente à família chrysobalanaceae.

## Espécies
Formado por 30 espécies:
| - Dactyladenia barteri - Dactyladenia bellayana - Dactyladenia campestris - Dactyladenia chevalieri - Dactyladenia cinerea - Dactyladenia dewevrei - Dactyladenia dichotoma - Dactyladenia dinklagei - Dactyladenia eketensis - Dactyladenia floretii | - Dactyladenia floribunda - Dactyladenia gilletii - Dactyladenia hirsuta - Dactyladenia icondere - Dactyladenia johnstonei - Dactyladenia jongkindii - Dactyladenia laevis - Dactyladenia lehmbachii - Dactyladenia letestui - Dactyladenia librevillensis | - Dactyladenia lujae - Dactyladenia mannii - Dactyladenia ndjoleensis - Dactyladenia pallescens - Dactyladenia pierrei - Dactyladenia sapinii - Dactyladenia scabrifolia - Dactyladenia smeathmannii - Dactyladenia staudtii - Dactyladenia whytei |